# Santa Elena, Guerrero
Santa Elena är en ort i Mexiko.   Den ligger i kommunen San Miguel Totolapan och delstaten Guerrero, i den södra delen av landet, 220 km sydväst om huvudstaden Mexico City. Santa Elena ligger 850 meter över havet och antalet invånare är 300.
Terrängen runt Santa Elena är bergig västerut, men österut är den kuperad. Santa Elena ligger nere i en dal. Runt Santa Elena är det glesbefolkat, med 19 invånare per kvadratkilometer. Närmaste större samhälle är Chichiltepec, 19,8 km nordost om Santa Elena. I omgivningarna runt Santa Elena växer huvudsakligen savannskog.